# Somdej Toh
Somdej To (1788-1872), também conhecido como Somdet Phra Buddhacarya (To Brahmaramsi) (Thai: สมเด็จพระพุฒาจารย์ (โต พฺรหฺมรํสี); RTGS: Somdet Phra Phutthachan (To Phrommarangsi)), foi um famoso monge budista tailandês durante o reino de Rattanakosin e continua sendo um dos mais conhecidos monges de seu país. Ele é amplamente reverenciado na Tailândia como um monge que, dizem, possuía poderes mágicos e seus amuletos são muito procurados. Suas imagens e estátuas são alguns dos ícones religiosos mais difundidos em Bangkok.

## Biografia
Somdet To nasceu na província de Aiutaia, sendo um filho ilegítimo do rei Rama II.  Ele estudou as escrituras budistas do Cânone Pāli com vários mestres budistas. Depois de se tornar um monge conhecido, veio a ser o preceptor do Príncipe Mongkut, mais tarde conhecido como Rei Rama IV, quando Mongkut se ordenou como monge. Durante o reinado de Rama IV, Somdet To recebeu o nome cerimonial de Somdet Phra Buddhacarya (Buddhacharya significa professor de Budismo) pelo Rei e costumava ser um de seus conselheiros de confiança, o que gerou muitas histórias sobre o relacionamento amigável de ambos.
Ele era conhecido por sua ótima habilidade de ensinar e pelo uso da poesia tailandesa para refletir a beleza do budismo. Era também muito conhecido e por fabricar amuletos de nome Somdej, que eram abençoados por ele e outros monges respeitados da Tailândia. Ele também aparece em muitas versões da história do fantasma Mae Nak Phra Khanong, e é dito que ele finalmente o subjugou. Somdet To também escreveu o Jinapanjara, um encantamento mágico protetor que é frequentemente cantado e usado pelos tailandeses.